# Star Wars: Episódio I – A Ameaça Fantasma
Star Wars: Episode I – The Phantom Menace (Brasil/Portugal/PALOP: Star Wars: Episódio I – A Ameaça Fantasma) é um filme épico de space opera estadunidense, pertencente a série de filmes Star Wars, lançado em 1999, dirigido e escrito por George Lucas. É o primeiro filme da trilogia prequela e o quarto da série rodado, embora o primeiro em ordem cronológica. Foi estrelado por Liam Neeson, Ewan McGregor, Natalie Portman, Jake Lloyd, Ian McDiarmid, Anthony Daniels, Kenny Baker, Pernilla August e Frank Oz.
Ameaça Fantasma ocorre cerca de 32 anos antes do filme original, e segue o Mestre Jedi Qui-Gon Jinn e seu padawan Obi-Wan Kenobi, como protetores da Rainha Amidala, na esperança de conseguir um fim pacífico para uma disputa comercial interplanetária de grande escala. Em sua jornada juntam-se a eles Anakin Skywalker—um jovem escravo com forte conexão com a Força—simultaneamente com o retorno dos misteriosos Sith.
Lucas começou a produção deste filme depois de considerar que os efeitos especiais tinham avançado suficientemente para ele produzir uma nova trilogia da série. As filmagens começaram em 26 de junho de 1997, em locais como o Leavesden Film Studios e o deserto da Tunísia. Os efeitos visuais incluíram o uso extensivo do até então novo imagens geradas por computador (CGI). Ameaça Fantasma  foi o primeiro trabalho de direção do Lucas após um hiato de 22 anos desde Star Wars em 1977.
A Ameaça Fantasma foi lançado nos cinemas em 19 de maio de 1999, dezesseis anos desde a última estreia de um filme da franquia, Return of the Jedi. A estreia do filme recebeu ampla cobertura da imprensa e alta antecipação, por causa do largo impacto cultural que a saga Star Wars havia cultivado. Recebeu críticas medianas dos especialistas, que tendiam a elogiar o visual, sequências de ação, trilha sonora de John Williams e performances de Liam Neeson, Ewan McGregor, Pernilla August, Ray Park e Ian McDiarmid, mas criticaram o roteiro e direção de elenco (particularmente de Ahmed Best e Jake Lloyd). Arrecadou 924,3 milhões de dólares ao redor do mundo em sua estreia, tornando-se na época a segunda maior bilheteria de todos os tempos, atrás apenas de Titanic. Foi a maior bilheteria de 1999, a maior bilheteria de um filme de Star Wars (até o lançamento de Star Wars: O Despertar da Força em 2015), e é atualmente a 41º maior bilheteria de todos os tempos. O relançamento em 3D em fevereiro de 2012, adicionou US$ 102,7 milhões em sua receita, chegando a US$ 1 bilhão mundialmente. O filme foi seguido pelas continuações, Star Wars: Episódio II – Ataque dos Clones em 2002 e Star Wars: Episódio III – A Vingança dos Sith em 2005.

## Enredo
A história passa-se 32 anos antes da destruição da Primeira Estrela da Morte, ou seja, antes dos eventos de Star Wars - Episódio IV: Uma Nova Esperança; a galáxia é governada pela República Galáctica, que é liderada pelo Chanceler Supremo Valorum. No entanto, o comércio intergaláctico está sofrendo com a invasão de piratas espaciais, que estão bloqueando rotas comerciais importantes. A fim de resolver o problema, a República envia o Mestre Jedi Qui-Gon Jinn e seu aprendiz, o jovem Obi-Wan Kenobi, para negociar com a Federação do Comércio um meio de acabar com o bloqueio comercial imposto ao pacífico planeta Naboo. Darth Sidious, um Lorde Sith e líder secreto da Federação, ordena que o Vice-rei Nute Gunray elimine os Jedi e inicie uma invasão a Naboo com um exército de droides de batalha. Os Jedi escapam e fogem para Naboo, onde Qui-Gon salva inadvertidamente um Gungan (nativo do planeta) chamado Jar Jar Binks, de ser morto durante a invasão. Em dívida com os Jedi, Jar Jar leva-os a Gunga City, uma cidade subaquática. Os Jedi tentam em vão convencer o líder Gungan, Boss Nass, em ajudar o povo de Naboo, embora eles consigam obter transporte para Theed, a capital do planeta na superfície. Eles resgatam a jovem Rainha Padmé Amidala, a governante do povo de Naboo, e escapam do planeta em sua nave espacial real, que é danificada quando eles passam com sucesso pelo bloqueio da Federação.
Os danos na nave de Amidala impedem que ela utilize seu hiperpropulsor para chegar ao território da República, e eles realizam um pouso de emergência no planeta desértico Tatooine. Qui-Gon, Jar Jar, o droide astromecânico R2-D2 e Amidala (disfarçada como uma de suas servas) visitam o assentamento de Mos Espa para comprar novas peças em uma loja de sucatas. Eles reúnem-se com o proprietário da loja, Watto, e seu escravo de nove anos de idade, Anakin Skywalker, que mesmo sendo apenas uma criança humana já é um talentoso piloto e engenheiro, tendo criado um droide de protocolo chamado C-3PO. Qui-Gon sente uma forte presença da Força dentro de Anakin e está convencido de que ele é o "Escolhido" de uma antiga profecia Jedi que trará equilíbrio à Força. Qui-Gon aposta a liberdade de Anakin com Watto em uma Corrida de Pods, a qual Anakin vence. Anakin se junta ao grupo para ser treinado como um Jedi, deixando sua mãe, Shmi, para trás. A caminho de sua nave, Qui-Gon duela brevemente com Darth Maul, aprendiz de Darth Sidious, que foi enviado para capturar Amidala. Qui-Gon e Anakin conseguem embarcar na nave, que decola do planeta com sucesso.
Os Jedi escoltam Amidala até o planeta capital da República, Coruscant, para que ela possa levar o caso de seu povo ao Chanceler Valorum e ao Senado Galáctico. Qui-Gon solicita ao Conselho Jedi a permissão para treinar Anakin como um Jedi, mas o Conselho, preocupado com o fato de Anakin ser vulnerável ao Lado Negro da Força, recusa. Determinado, Qui-Gon diz que irá treinar Anakin de qualquer maneira. Enquanto isso, o senador de Naboo, Sheev Palpatine, convence a jovem Rainha Amidala a pedir o impeachment de Valorum, para que possam ser feitas eleições a fim de eleger um chanceler mais capaz de resolver a crise em Naboo. Embora ela hesite no momento da votação, Amidala fica frustrada com a corrupção no Senado e decide voltar a Naboo com os Jedi.
Em Naboo, Padmé revela-se aos Gungans como a Rainha Amidala e convence-os a formar uma aliança contra a Federação do Comércio. Jar Jar lidera seu povo em uma batalha contra o exército de droides na superfície, enquanto Padmé lidera à caça de Gunray em Theed. Em um hangar de naves, Anakin entra em uma nave vazia, e inadvertidamente ativa seu piloto automático, juntando-se a batalha contra a nave de controle dos droides da Federação no espaço. Anakin se aventura na nave e destrói-a de dentro, desativando o exército de droides na superfície. Enquanto isso, Qui-Gon e Obi-Wan batalham ferozmente contra Darth Maul, que fere mortalmente Qui-Gon, antes de ser cortado ao meio por Obi-Wan. Com suas últimas forças, Qui-Gon pede a Obi-Wan para que treine Anakin, o que o aprendiz aceita. Posteriormente, Palpatine é eleito como o novo Chanceler da República Galáctica e Gunray é preso. O Conselho Jedi promove Obi-Wan ao grau de Cavaleiro Jedi, e relutantemente aceita Anakin como aprendiz de Obi-Wan. Em uma cerimônia festiva final, Padmé apresenta um presente de apreço e amizade aos Gungans.

## Elenco
- Liam Neeson como Qui-Gon Jinn, um Mestre Jedi e mentor de Obi-Wan. Quando ele descobre Anakin ele insiste que o menino deve ser treinado como um Jedi, apesar dos protestos do Conselho Jedi. Lucas queria originalmente um ator americano no papel, mas escolheu Neeson pois achou que ele tinha grandes habilidades e presença. Lucas disse que Neeson foi um "ator principal, que os outros atores vão olhar para cima, que tem mais qualidades de força que os demais personagens".[10]
- Ewan McGregor como Obi-Wan Kenobi, o jovem Padawan de Qui-Gon. Ele tem muito respeito por Qui-Gon, mas questiona suas atitudes as vezes. McGregor foi escolhido em uma lista de 50 atores, que tiveram de ser comparados as imagens de jovem Alec Guinness, que retratou Obi-Wan idoso, para fazer uma credível versão mais jovem.[11] McGregor tinha um treinador vocal para ajudar sua voz a soar como a de Guinness. Ele também estudou várias performances de Guinness, seus primeiros trabalhos e os filmes Star Wars.[10]
- Natalie Portman como a Rainha Padmé Amidala: a Rainha de Naboo com apenas 14 anos, espera proteger seu planeta de um bloqueio da Federação do Comércio. Mais de 200 atrizes fizeram teste para o papel.[12] Notas de produção: "O papel exigiu uma jovem que poderia ser crível como governante do planeta, mas ao mesmo tempo, vulnerável e aberta". Portman foi escolhida especialmente por suas atuações em Léon (1994) e Beautiful Girls (1996), que impressionaram Lucas. Ele afirmou: "Eu estava procurando alguém jovem, forte, assim como Léia [e] Natalie incorporou todas estas características e muito mais".[10] Portman não estava familiarizada com Star Wars antes de fazer parte do elenco, mas estava entusiasmada em ser escalada para uma personagem que ela esperava que fosse um modelo. Portman disse: "Foi maravilhoso fazer uma jovem rainha com tanto poder. Acho que vai ser bom para as jovens ter uma mulher forte em ação que também é inteligente e uma líder".[13]
- Jake Lloyd como Anakin Skywalker, um garoto escravo de 9 anos de idade e um piloto habilidoso, que sonha em se tornar um Jedi. Centenas de atores fizeram testes antes dos produtores escolherem Lloyd, que Lucas considerou cumprir as exigências de "um bom ator, entusiasmado e energético".[10] O produtor Rick McCallum disse que Lloyd era "inteligente, travesso e ama qualquer coisa mecânica, exatamente como Anakin".[14]
- Ian McDiarmid como Senador Palpatine / Darth Sidious, um Senador de Naboo que, eventualmente, é eleito Chanceler Supremo da República. McDiarmid foi surpreendido quando Lucas chamou ele após 16 anos do Return of the Jedi, para reprisar o papel de Palpatine, porque ele tinha assumido que um ator mais jovem faria o papel nos filmes anteriores.[15]
- Pernilla August como Shmi Skywalker, a mãe de Anakin, que se preocupa com o futuro do seu filho e permite-lhe ir embora com o Jedi. August, uma veterana do cinema sueco, foi escolhida após um teste com Liam Neeson. Ela estava com medo de ser rejeitada por seu sotaque.[16]
- Ahmed Best como Jar Jar Binks, um desajeitado Gungan, expulso de seu lar e levado por Qui-Gon e Obi-Wan. Ele os acompanha ao longo do filme. Best foi contratado após Gurland ver seu desempenho em Stomp, em São Francisco.[14] Best foi originalmente escalado para fazer o personagem por meio de captura de movimento, mas sua oferta para dublar o personagem foi aceita. No set, para dar referência aos atores, Best foi vestido com uma roupa feita de espuma látex e um capacete. A performance filmada de Best foi posteriormente substituída com um personagem gerado por computador.[16] Best frequentemente improvisou movimentos para fazer Jar Jar parecer o mais desajeitado e cômico possível.[14]
- Ray Park como Darth Maul, um Zabrak e aprendiz de Darth Sidious, que usa um sabre de luz duplo. Park, um campeão de artes marciais com experiência em ginástica e luta de espadas, era originalmente um membro da equipe de dublês. Lucas e McCallum ficaram tão impressionados com sua fita de teste que deram-lhe o papel de Maul. Sua voz foi considerada "muito estridente" e, por isso, foi dublado em inglês por Peter Serafinowicz.[17]
- Anthony Daniels como C-3PO, um droide de protocolo construído por Anakin. Neste filme, ainda falta metal para cobri-lo; R2-D2 se refere a ele como "nu". Um marionetista manipulou o corpo de C-3PO, enquanto Daniels fazia suas falas fora da câmera. O marionetista foi apagado do filme durante a pós-produção.[14][18]
- Kenny Baker como R2-D2, um droide astromecânico que salva a nave da Rainha Amidala quando os outros droides falham. Antes da produção começar, os fãs fizeram protestos na internet para Lucas manter Baker como R2-D2. Lucas respondeu que manteria. Robôs foram usados em algumas outras cenas.[19]
- Silas Carson como Nute Gunray, o vice-rei da Federação do Comércio que lidera a Invasão de Naboo e tenta forçar a Rainha Amidala a assinar um contrato legitimando sua ocupação. Carson também retrata três outros personagens secundários: O Mestre Jedi Ki-Adi-Mundi, o senador da Federação do Comércio Lott Dod e o piloto Antidar Williams.[20]
- Hugh Quarshie como Capitão Panás, o chefe de segurança da Rainha Amidala no Palácio de Theed.[21] Seu nome original em inglês (Panaka) foi alterado na versão brasileira para evitar gozações.[22]
- Andy Secombe faz a voz de Watto, um negociante de Tatooine que é senhor de escravos, como Anakin e sua mãe. Qui-Gon e os outros vão até sua loja para conseguir peças para consertar a nave da Rainha Amidala. Qui-Gon tenta usar seus truques mentais, porém falha pois a sua espécie é imune aos truques Jedi. Anakin acaba participando da corrida para ajudá-los, e consegue ser libertado pelo Jedi.[23]
- Frank Oz como Yoda, o líder do Conselho Jedi que fica apreensivo quanto a permitir que Anakin seja treinado. É o último filme em que Yoda é controlado por Frank Oz como uma marionete, no dois filmes seguintes ele é feito por computação, e Oz faz apenas sua voz.[24]
- Samuel L. Jackson como Mace Windu, um alto membro do Conselho Jedi que também se opõe ao treinamento de Anakin.[17]
- Terrence Stamp como Chanceler Supremo Finis Valorum, o atual chanceler, que comissiona Obi-Wan e Qui-Gon para negociar com o vice-rei da Federação do Comércio. Lucas descreveu o personagem como "um homem bom, mas um pouco como Bill Clinton".[25]
- Brian Blessed faz a voz de Chefe Nass, o líder da tribo Gungan que se torna um aliado do exército de Naboo e derrota a Federação do Comércio.[26]
- Oliver Ford Davies como Sio Bibble, o governador de Naboo.[26]
- Lewis MacLeod faz a voz de Sebulba, um planejador e agressivo piloto (Podracer) que é rival de Anakin.[27]

## Produção

### Desenvolvimento

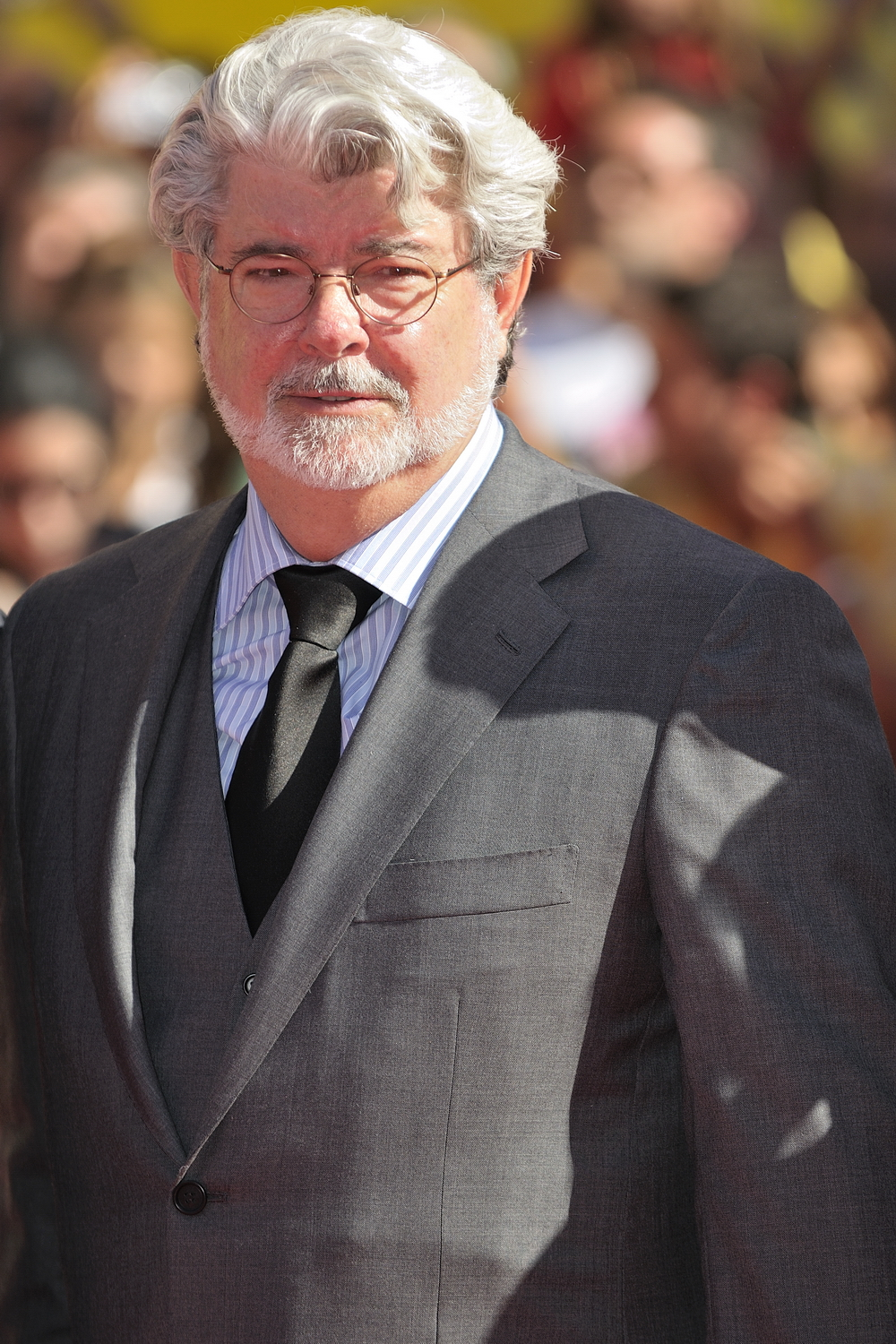
George Lucas em 2009.

Ao escrever o Star Wars original, George Lucas percebeu que a história era muito vasta em escopo para caber em um filme. O filme original foi escrito para introduzir um arco de história mais amplo que poderia ser contado em sequelas se fosse bem sucedido, então Star Wars evoluiu do primeiro filme da série para o primeiro episódio da segunda trilogia da saga. Lucas, eventualmente negociou um contrato que lhe permitiu fazer duas sequelas, e ao longo do tempo criou uma história de fundo elaborada para ajudar no seu processo de escrita. Ao escrever o Império Contra-Ataca, Lucas considerou outras direções para levar a história. Na trilogia original, Darth Vader foi revelado ter sido Anakin Skywalker, um cavaleiro Jedi outrora poderoso e o traidor da legião Jedi. Com esta história de fundo no lugar, Lucas decidiu que os filmes funcionariam melhor como uma trilogia. No ato final do último episódio da trilogia, Return of the Jedi, Vader é finalmente redimido ao se sacrificar para salvar Luke. Isto foi em 1983, mais de seis anos desde o lançamento de Star Wars. Lucas admitiu estar "cansado" e anunciou que iria fazer uma pausa no trabalho da saga.
Ao longo dos anos 80, George Lucas comentou que ele não tinha nenhum desejo de voltar a Star Wars e tinha extraoficialmente cancelado sua trilogia sequela na época de Return of the Jedi. Porque Lucas tinha desenvolvido a maior parte da história de fundo, a ideia de prequelas continuava a fasciná-lo. No início de 1990, Star Wars viu um ressurgimento de popularidade, com os quadrinhos da Dark Horse e a trilogia de romances do Timothy Zahn. Lucas viu que ainda havia um grande público para a sua ideia de uma trilogia, e com o desenvolvimento da tecnologia de efeitos visuais com imagens geradas por computador (CGI), ele pensou em voltar à sua saga e dirigir o filme. Em 1993, foi anunciado pela Variety e outras fontes que ele estaria fazendo as prequelas. Lucas começou descrevendo a história; Anakin Skywalker ao invés de Obi-Wan Kenobi seria o principal protagonista e a nova trilogia seria uma tragédia que examinava as origens de Darth Vader. Lucas também começou a mudar a linha do tempo relativo as prequelas e à trilogia original, "enchendo" a história de fundo, com paralelos existentes ou tangenciais aos originais e começando uma longa história que iniciou-se com a infância de Anakin e terminou com a sua morte. Este foi o passo final para transformar a franquia em uma saga.
George Lucas começou a escrever a nova trilogia de Star Wars em 1 de novembro de 1994. O roteiro do Episódio I foi adaptado de um esboço de 15 páginas que foi escrito em 1976, projetado para ajudá-lo a manter o controle das histórias dos personagens e eventos que ocorreram antes da trilogia original. Anakin foi escrito como tendo doze anos de idade, mas Lucas reduziu sua idade para nove, porque ele pensou que uma idade menor faria a separação de sua mãe mais forte. Eventualmente, a idade mais jovem de Anakin levou Lucas para reescrever sua participação nas principais cenas do filme. O título inicial foi The Beginning (O Começo). Lucas revelou mais tarde que o seu verdadeiro título era A Ameaça Fantasma; uma referência a Palpatine está escondendo sua verdadeira identidade como um perverso Lorde Sith por trás da fachada de um funcionário público bem intencionado.
O orçamento maior e possibilidades abertas pelo uso de efeitos digitais fez Lucas "pensar, em uma escala épica muito maior, o que eu queria para Star Wars ser". A história terminou tendo cinco enredos simultâneos, interligados. A trama central é focada na intenção de Palpatine para se tornar chanceler, o que leva a um ataque da Federação do Comércio sobre Naboo, os Jedi sendo enviado para lá, Anakin sendo encontrado ao longo do caminho, e ressurgimento dos Lords Sith. Tal como acontece com a trilogia original, Lucas destinou a Ameaça Fantasma para ilustrar vários temas ao longo da narrativa e a dualidade é um tema frequente;. Amidala é uma rainha que se disfarça como uma serva, Palpatine joga em ambos os lados da guerra, e "Equilíbrio" é frequentemente sugerido; Anakin é supostamente "O Escolhido" para trazer o equilíbrio para a Força, Lucas disse: "Anakin precisava ter uma mãe, Obi-Wan precisava de um mestre, Darth Sidious necessitava de um aprendiz", sem interação e diálogo "você não teria o drama ".
Em novembro de 2015, Ron Howard confirmou que ele, Robert Zemeckis e Steven Spielberg foram chamados por Lucas para dirigir o filme.

### Pré-produção edesign

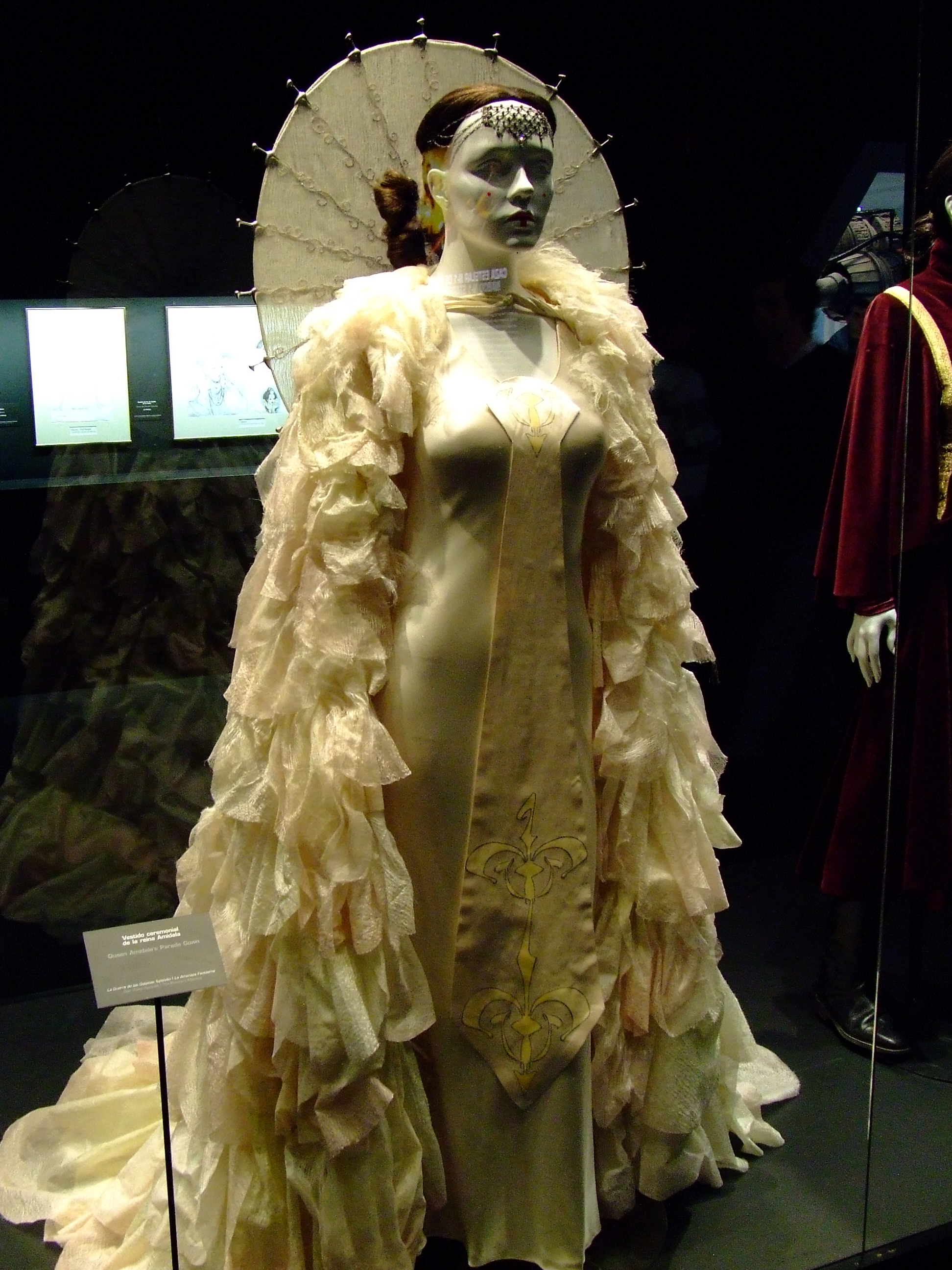
Um dos figurinos de Trisha Biggar para Rainha Amidala em exposição.

Antes de Lucas começar a escrever o roteiro, seu parceiro de produção, Rick McCallum, havia iniciado os preparativos para o filme. McCallum afirmou que sua experiência com o Young Indiana Jones Chronicles, influenciou muitas de suas decisões sobre A Ameaça Fantasma, tais como acordos de longo prazo com os atores e estúdios, o emprego de recém-chegados sem nenhuma experiência de cinema, e a criação de cenários e paisagens com a tecnologia digital. Em abril de 1994, McCallum começou a procurar artistas de storyboard, arquitetura e escolas de design, e no meio do ano escolheu Gavin Bocquet como produtor de design. O diretor de arte Doug Chiang, da Industrial Light & Magic (ILM), impressionou McCallum e mais tarde foi contratado como diretor de design.
Lucas começou o processo de escrita, e Chiang e sua equipe de design, iniciaram o processo de revisão de dois anos dos milhares de desenhos para o filme. Chiang afirmou que Lucas destinou o Episódio I para ser estilisticamente diferente dos outros filmes de Star Wars; que seria "mais rico e mais um filme de época, uma vez que é a história que conduz a Uma Nova Esperança". A história se passa em três planetas, alguns com ambientes variados, tais como as cidades humanas e Gungan de Naboo e três edifícios em Coruscant. Com exceção da cidade dos Gungan, que tinha inspiração visual na arte nouveau, seriam dado nestes locais aparência distinta com alguma base no mundo real. Os desenhos conceituais de Ralph McQuarrie para a trilogia original, serviu como base para Mos Espa, que também foi inspirado por antigos hotéis e edifícios da Tunísia, e tinha mercados locais para diferenciá-lo de Mos Eisley em Uma Nova Esperança e Coruscant, particularmente no design da metrópole que se tornou a base para o Senado. Bocquet viria a desenvolver o trabalho da equipe de Chiang e projetar os interiores, traduzindo os conceitos em modelos de construção com ambientes e estilos arquitetônicos que tinham alguma base na realidade "para dar a público a chave para entrar". Alguns elementos foram diretamente inspirados pela trilogia original; Lucas descreveu os dróides de batalha como predecessores dos Stormtroopers. Chiang recebeu a orientação para basear os dróides nos soldados imperiais, apenas no mesmo estilo de recursos estilizados e alongados, vistos na arte tribal africana.
Terryl Whitlatch, que conhecia zoologia e anatomia, foi responsável pelo design das criaturas. Muitos dos aliens são híbridos, que combina características de animais reais. Às vezes cadeias alimentares inteiras foram desenvolvidas mesmo que apenas uma pequena percentagem delas iriam aparecer no filme. Whitlatch também projetou esqueletos detalhados para os personagens principais e os músculos faciais em Jar Jar Binks como uma referência para os animadores da ILM. Cada criatura iria refletir seu meio ambiente; os aliens de Naboo eram mais bonitos porque o planeta é "exuberante e mais adequado para os animais", Tatooine tem criaturas de aparência rude, "com pele de couro curta para protegê-los contra os elementos ásperos do deserto", e Coruscant tem bípedes, aliens de aparência humana.

Duelo de Qui-Gon Jinn e Obi-Wan Kenobi contra Darth Maul em A Ameaça Fantasma.

O coordenador de dublês, Nick Gillard, foi recrutado para criar um novo estilo de luta Jedi para a trilogia. Gillard comparou as batalhas de sabre de luz a um jogo de xadrez, "com cada movimento sendo um cheque". Por causa das suas armas de curto alcance, Gillard pensou que os Jedi teriam de desenvolver um estilo de luta que fundiu cada tipo de esgrima, como kendo e outros estilos de kenjutsu, as outras técnicas de vaivém, tais como oscilações de tênis e cortes-de-árvores. Enquanto treinava Liam Neeson e Ewan McGregor, Gillard escreveu uma sequência que durou cerca de 60 segundos, e destinava-se a ter em torno de cinco ou seis sequências por luta. Lucas mais tarde se referiu ao Jedi como "negociadores" em vez de soldados. A preferência do combate corpo-a-corpo tinha a intenção de dar um papel espiritual e intelectual para os Jedi. Gillard pensou que o salto concluo com os atores e dublês pendurados em fios não parecia realista, então foram utilizados air ram para impulsional-os ao ar.
Lucas decidiu fazer trajes elaborados porque a sociedade do filme era mais sofisticada do que a retratada na trilogia original. A designer Trisha Biggar e sua equipe, criaram mais de 1.000 trajes que foram inspirados por várias culturas. Biggar trabalhou em estreita colaboração com o artista conceitual, Iain McCaig, para criar uma paleta de cores para os habitantes de cada mundo: Tatooine seguia Uma Nova Esperança com cores areia e sol-branqueado, Coruscant teve cinzas, marrons e pretos, e Naboo tinha verde e ouro para os seres humanos, enquanto Gungans usava "um look de couro, como sua pele". As roupas Jedi seguiram a tradição do filme original; O traje de Obi-Wan foi inspirado no traje que foi usado por Guinness. Lucas disse que ele e Biggar iriam olhar para a arte conceitual e "traduzir todos estes projetos em panos, tecidos e materiais que realmente funcionam e não parecem ridículo". Biggar também consultou Gillard para garantir que as fantasias iriam acomodar as cenas de ação, e consultou o departamento de aliens para descobrir quais tecidos "não funcionaria fortemente" nas peles exóticas. Um enorme departamento de figurinos foi colocado na Leavesden Film Studios para criar mais de 250 figurinos para o elenco principal e 5.000 para o elenco de fundo.
O sotaque tailandês de Nute Gunray, foi escolhido depois que Lucas e McCallum ouviram várias línguas para decidir como os neimodianos falariam. O designer do personagem de Watto era uma junção de ideias rejeitadas; suas expressões foram baseadas em imagens de vídeo da dublagem de Secombe, fotografias de Rob Coleman, o supervisor de animação imitando o personagem, e no modelador Steve Alpin dizendo as falas de Watto para um espelho. Lucas descreveu o projeto de Sebulba como "uma aranha cruzada com um orangotango cruzado com uma preguiça", um rosto meio-camelo, e vestuário inspirado pela armadura medieval.

### Escolha do elenco
Depois que Samuel L. Jackson expressou interesse em aparecer em um filme de Star Wars, ele foi chamado pelo diretor de elenco, Robin Gurland, para interpretar Mace Windu. Ray Park, um campeão de artes marciais com experiência em ginástica e lutas de esgrima, era originalmente um membro da equipe de dublês. Nick Gillard filmou a demonstração de Park da sua concepção de batalhas de sabre de luz. Lucas e McCallum foram tão impressionados com a fita de teste que eles deram a Park o papel de Maul. Sua voz foi considerada "demasiado estridente" e foi dublada na pós-produção por Peter Serafinowicz. Os pais de Keira Knightley tentaram convencê-la a não fazer o teste, mas a atriz adolescente ainda procurou um papel por ser uma fã de Star Wars. Sua escolha foi influenciada pela notável semelhança de Knightley para Natalie Portman, com a atriz admitindo que suas mães não poderiam diferenciar elas maquiadas. Knightley relatou  ter "gritado todo dia", devido a achar os figurinos desconfortáveis.
Silas Carson foi escalado como Nute Gunray porque outro ator estava desconfortável com os trajes usados pelos personagens da Federação do Comércio, que foram quentes, exercendo uma grande pressão sobre o portador, e levou cerca de 15 minutos para aplicar. Hugh Quarshie considerou a parte de Panaka como "um bom passo na carreira" e uma produção que seria divertido de se fazer. Brian Blessed fez o teste para o papel de Sio Bibble, o Governador de Naboo, para o qual ele foi considerado "muito alto". Robin Gurland chamou ele para interpretar Nass porque era um personagem "maior que a vida" com "um tipo de bravata". Blessed descreveu Nass como um "herói relutante", e um papel divertido de interpretar. Sofia Coppola, filha do amigo de Lucas e parceiro criativo Francis Ford Coppola, considerava Lucas como "um tio para mim." Enquanto se preparava o roteiro de sua estreia como diretora, The Virgin Suicides, Sofia ouviu que Lucas faria um novo filme de Star Wars e perguntou-lhe se ela poderia acompanhá-lo durante as filmagens. Lucas ofereceu Coppola um papel na comitiva real, que ela aceitou porque "parecia ser um bom ponto para assistir sem ficar no caminho".

### Filmagens

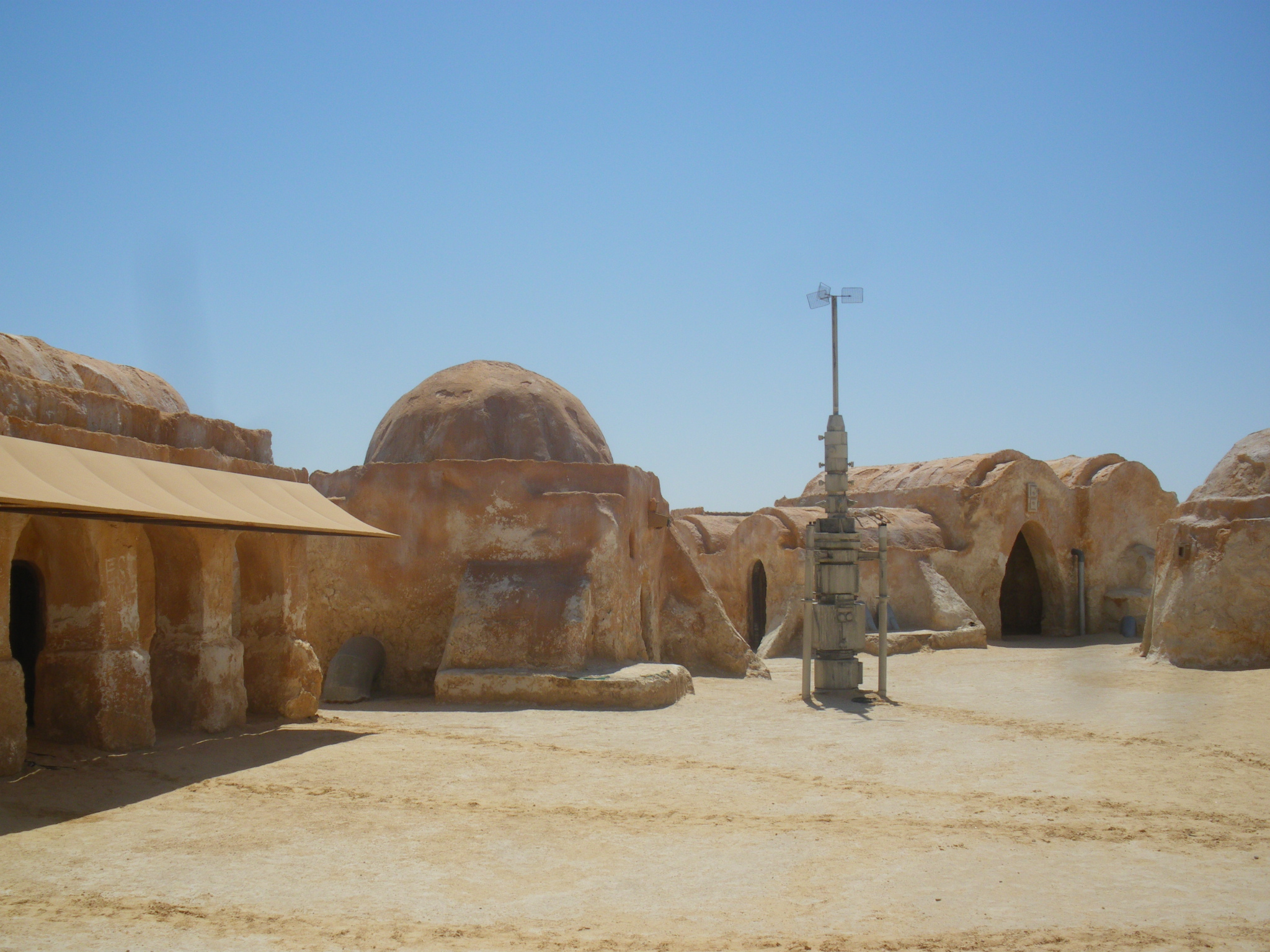
Remanescentes de Mos Espa no deserto da Tunísia, Nefta.

As filmagens começaram em 26 de junho de 1997, e terminou em 30 de setembro do mesmo ano, ocorrendo principalmente no Leavesden Film Studios, na Inglaterra. Leavesden foi alugada por dois anos e meio para que a companhia de produção pudesse deixar os cenários intactos e retornar após a fotografia principal tivesse sido concluída. As cenas nas florestas de Naboo foram filmadas no Cassiobury Park, em Watford, Hertfordshire. Pick-ups foram realizados entre agosto de 1998 e fevereiro de 1999, depois de Lucas ter exibido um corte brusco do filme para amigos e colegas em maio de 1998. A maior parte da ação e acrobacias foram filmadas pela equipe de segunda unidade do Roger Christian, que trabalhou ao lado a unidade principal, por causa do elevado número de cenas para ser preenchidas diariamente.
O deserto da Tunísia foi novamente utilizado para as cenas de Tatooine; Mos Espa foi construído fora da cidade de Tozeur. Na noite seguinte ao terceiro dia de filmagens em Tozeur, uma tempestade de areia inesperada destruiu muitos dos cenários e adereços. A produção foi rapidamente remarcada para permitir a reparação e foi capaz de deixar a Tunísia na data inicialmente prevista. O italiano Reggia di Caserta, foi usado como o interior do Palácio na cidade de Theed, Naboo; Caserta foi utilizado durante quatro dias depois de ter sido fechado para visitantes. Cenas com explosões foram filmadas em réplicas dos cenários em Leavesden.
Uma pasta com storyboards do filme serviu como uma referência para as filmagens em live-action, as cenas que seriam filmadas na frente de uma tela azul de chroma key, e as cenas que seriam compostas usando CGI. Os cenários foram muitas vezes construídos só com as partes que seriam necessárias no ecrã; e as vezes foram construídos apenas até as alturas dos atores. Chroma key foi amplamente utilizado para as extensões digitais, fundos ou cenas que exigiram do diretor de fotografia, David Tattersall, procurar lâmpadas potentes para iluminar os cenários e John Knoll, supervisor de efeitos visuais, desenvolver softwares que iriam remover o reflexo azul a partir dos pisos brilhantes. Knoll, que permaneceu no set durante a maior parte da produção, trabalhou de perto com Tatterstall para garantir que as cenas eram adequadas para adicionar efeitos mais tarde. As câmeras foram equipadas com modelos de captura para fornecer dados técnicos aos artistas de CGI.

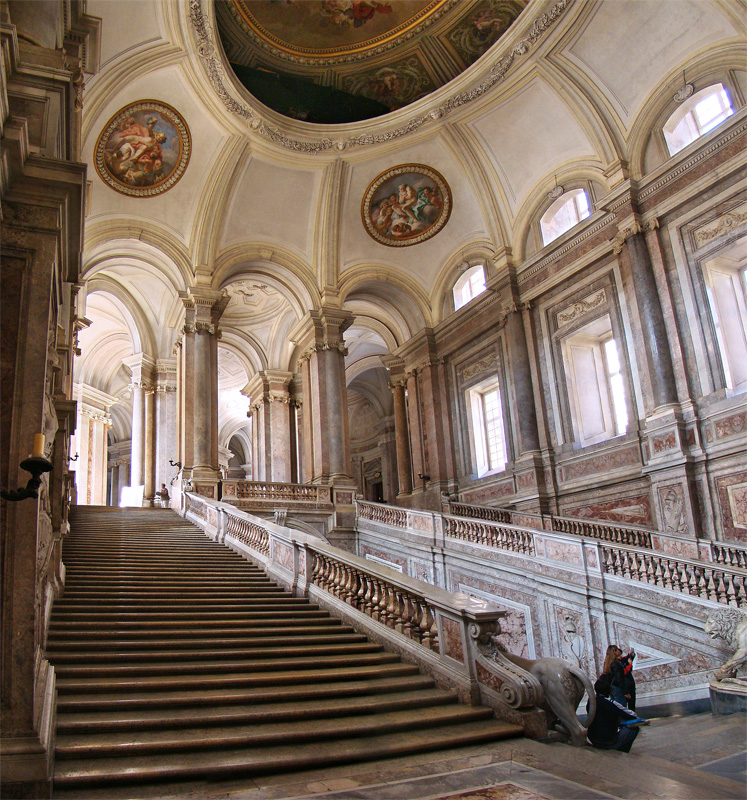
Reggia di Caserta (Caserta, Itália) foi a locação para o Palácio Real de Naboo.

A Ameaça Fantasma foi o último filme de Star Wars a ser filmado em 35mm até o Episódio VII. A maioria dos elementos filmados pela equipe de efeitos especiais, foram realizados em alta definição, com fitas de vídeo digital para testar o desempenho das gravações digitais, o que Lucas e McCallum considerou o próximo passo lógico por causa da quantidade de processo digitalizado (caro), em comparação para gravar diretamente a composição dos efeitos gerados por computador em mídia digital. Todos os filmes futuros seriam filmados com câmeras de vídeo de alta definição da Sony CineAlta. Greg Proops e Scott Capurro foram filmados usando maquiagem e roupas azuis até a cabeça, para poder unir o corpo gerado por computador. A equipe de efeitos visuais não gostou dos resultados originais e fez Fode e Beed como um alienígena completamente em computador.
A montagem levou dois anos; Paul Martin Smith iniciou o processo na Inglaterra e focou em cenas de diálogo-pesado. Ben Burtt, que também era o editor de som, foi responsável pelas sequências de ação sob a supervisão de Lucas. Sistemas de edição não-lineares desempenharam um papel importante em traduzir a visão de Lucas; ele constantemente refinou, revisitou  ou reformulou as cenas. A mixagem de som final começou em março de 1999 e no mês seguinte o filme foi concluído após a entrega das tomadas restantes da equipe de efeitos visuais.

### Efeitos visuais
"Escrevendo o roteiro era muito mais agradável desta vez porque eu não estava limitado por nada. Você não pode escrever um desses filmes sem saber como você irá realizá-lo. Com CGI à minha disposição, eu sabia que podia fazer o que eu quisesse".

 —George Lucas
O filme exibiu o avanço dos efeitos gerados por computador. Cerca de 1.950 cenas em A Ameaça Fantasma tem efeitos visuais. A cena em que gás tóxico é liberado nos Jedi é a única sequência sem alteração digital. O trabalho foi tão extenso que três supervisores de efeitos visuais dividiram a carga do trabalho entre si, John Knoll supervisionou a produção do set, a corridade de podrace e as sequências de batalha espacial, Dennis Muren supervisionou a sequência subaquática e a batalha no chão, e Scott Squires, ao lado de equipes designadas para efeitos em miniatura e animação de personagens, trabalhou sobre os efeitos dos sabre de luz.
Até a produção deste filme, muitos efeitos especiais na indústria cinematográfica foram obtidos por meio de modelos em miniatura, pinturas foscas e efeitos visuais no set, embora outros filmes fizeram uso extensivo de CGI. Knoll visualizou 3.500 storyboards para o Episódio I; Lucas acompanhou-o e explicou os fatores das cenas, as que seriam práticas e aquelas que seriam criadas através de efeitos visuais. Knoll disse mais tarde que, ao ouvir as explicações dos storyboards, ele não sabia como realizar o que tinha visto. O resultado foi uma mistura de técnicas originais e as mais recentes técnicas digitais, com o objetivo de tornar mais difícil para o espectador adivinhar qual a técnica estava sendo utilizada. Knoll e sua equipe de efeitos visuais criaram um novo software de computador, incluindo simuladores de pano para permitir uma representação realista das roupas dos personagens digitais, e para criar cenas específicas. Outro objetivo era criar personagens gerados por computador que possam atuar de forma integrada com os atores em live-action. Enquanto filmava cenas com personagens CGI, Lucas iria rubricar os personagens usando seus dubladores correspondentes no set. Os dubladores foram então removidos e os atores em live-action iria realizar a mesma cena sozinhos. Um personagem CGI viria a ser adicionado a cena para concluir a conversa. Lucas também usou CGI para corrigir a presença física dos atores em certas cenas. Modelos práticos em miniatura foram utilizados quando os seus recursos visuais encaixou-se com os cenários para os fundos, para definir as extensões e modelos de veículos que seriam digitalizados e para criar os modelos digitais ou filmados que representavam as naves espaciais e podraces.

Filmagem da maquete construída para cena da arena em Ameaça Fantasma.

Lucas, que havia enfrentado anteriormente problemas com os adereços usados para o visual de R2-D2, permitiu a ILM e o departamento britânico de efeitos especiais, para criar suas próprias versões do robô. Nove modelos R2-D2 foram criados; um foi para o ator Kenny Baker que seria descartado, sete foram construídos pela ILM e contou com dois motores de cadeira de rodas capazes de mover-se a 440 libras (200 kg), o que permite-lhe correr e ser usado principalmente em cenários; e o estúdio britânico produziu um pneumático R2-D2, que poderia passar de dois a três pernas e foi usado principalmente na Tunísia porque o seu sistema de acionamento do motor permitiu-lhe passar por cima da areia.
Lucas originalmente planejou criar muitos dos aliens com computação gráfica. No entanto, aqueles que seriam mais custo-efetivo realizar com máscaras e animatrônicos, foram criados pela equipe de efeitos das criaturas, liderados por Nick Dudman. Estes incluíram os neimodianos, personagens de fundo em Mos Espa, o Conselho Jedi, e o Senado Galáctico. Foi dito a equipe de Dudman onde as criaturas seriam necessárias, seis meses antes da fotografia principal começar, e eles tiveram que correr contra o tempo. Os neimodianos, que foram originalmente destinados a ser personagens digitais, foram entregues um dia antes de serem exigidos no set. Dudman viajou ao Rancho Skywalker para ver as criaturas originais que poderiam ser reutilizadas, e leu o roteiro para pensar as cenas com criaturas práticas, deixando apenas os modelos mais estranhos para serem criados usando CGI. 
Na pesquisa para os veículos de podrace, a equipe de efeitos visuais visitou um ferro-velho de aviões a jato fora de Phoenix, Arizona e sucatearam quatro motores de Boeing 747. Réplicas de suporte de vida dos motores, foram construídos e enviados para a Tunísia para fornecer uma referência no filme. Com exceção do Jake Lloyd dentro de uma cabina de piloto controlada hidraulicamente e alguns modelos práticos de podrace, toda a cena da corrida e os pilotos foram produzidos com efeitos para soar "fora deste mundo" o mais possível, ou seja, gerado por computador. 

### Música
Tal como acontece com filmes anteriores de Star Wars, a trilha sonora de Episódio I: A Ameaça Fantasma foi composta e regida por John Williams. Ele começou a compor a trilha em outubro de 1998 e começou a gravar a música com as London Voices e London Symphony Orchestra no Abbey Road Studios, em 10 de fevereiro de 1999. Williams decidiu usar instrumentos eletrônicos, tais como sintetizadores para melhorar o som e peças corais para "capturar o mágico, a força mística que uma orquestra regular não poderia ser capaz de fornecer", e criar uma atmosfera que era "mais misteriosa, mística e menos militar" do que os da trilogia original. Uma das faixas mais notáveis é Duel of the Fates, que utiliza o coro para transmitir uma sensação religiosa, atemporal ao duelo épico de sabre de luz. A faixa ganhou um vídeo musical. Ao compor o tema de Anakin, Williams tentou refletir a inocência da sua infância e prenunciar sua transformação em Darth Vader usando ligeiras sugestões de The Imperial March na melodia.
A trilha sonora do filme foi lançado pela Sony Classical Records em 4 de maio de 1999. Este álbum contou com a trilha reestruturada por Williams para audição experimental; não é igual como é apresentada no filme e omite muitas pistas notáveis por causa da restrição de espaço no disco compacto. Os dois discos da "Ultimate Edition" foi lançado em 14 de novembro de 2000. O conjunto apresenta quase toda a música como ela é ouvida no filme, incluindo todas as edições e loops que foram feitos na mixagem de som.

## Temas

O rosto de Darth Maul foi inspirado nas representações do Diabo.

Como os filmes anteriores de Star Wars, A Ameaça Fantasma faz várias referências a acontecimentos históricos e filmes que George Lucas assistiu em sua juventude. Os filmes de Star Wars normalmente misturam vários conceitos de mitologias diferentes juntos.
A prática Jedi de meditação Zen e artes marciais, é igual a dos antigos samurais. O nome "Qui-Gon" adapta o termo Qigong, que se refere a uma disciplina chinesa envolvendo meditação e cultivo do fluxo da energia vital chamada "Chi" ou "Qi" para a cura, saúde e combate. As palavras Ch'i (chinês), gi (coreano), ki (japonês) e o termo indiano para "Prana", referem-se a energia que é pensada para fluir através de todos os seres vivos, a partir da fonte de todo o chi (ou potência) que é "O Caminho" ou "O Tao" na filosofia chinesa. Na filosofia taoísta, o Caminho tem dois opostos, yin e yang, que são aspectos complementares da realidade ou origem da natureza. Ao contrário da filosofia chinesa, em que yin e yang não são qualidades morais, na antiga filosofia persa de zurvanismo, é ensinado que o dualismo das forças escuras e claras são travadas em uma batalha eterna sendo os dois lados (ou evoluções) da mesma "força", a força do próprio tempo (Zurvan), o motor principal. Estes elementos de Star Wars derivam principalmente de religiões e mitos orientais e iranianos.
Há muitas referências à crença cristã no filme, tais como a aparência de  Darth Maul, cujo design inspira-se fortemente nas representações tradicionais do diabo cristão, com a pele vermelha e chifres. As tatuagens faciais de Maul foram inspiradas pelos povos indígenas do Brasil. O ciclo de Star Wars no cinema envolvendo Anakin Skywalker, apresenta semelhanças com a narrativa cristã, ele é o "Escolhido": O indivíduo profetizado para trazer equilíbrio para a Força, que foi concebido de um nascimento virginal e é tentado a juntar-se aos Sith. A queda de Anakin aparentemente o impede de cumprir o seu destino como o "Escolhido". A inspiração por trás da história do nascimento virginal, é um paralelo com o conceito de Joseph Campbell em sua obra The Hero with a Thousand Faces, que fortemente influenciou George Lucas na escrita do Star Wars original.
Filmes japoneses como A Fortaleza Escondida de Akira Kurosawa, influenciaram o filme original de Star Wars; estudiosos dizem que A Ameaça Fantasma também foi influenciada pela cultura coreana e japonesa. Geoff King e Tanya Krzywinska, historiadores de cinema, escreveram: "Os figurinos e maquiagens ... é uma mistura do gótico e o oriental [...] em cima de algo muito futurista. O gótico é mais fortemente evidente nos chifres demoníacos de Darth Maul, na maquiagem vermelha e preta que utiliza os desenhos faciais encontrados em representações de demônios japoneses". King e Krzywinska dizem que "rabo de cavalo de Qui-Gon e a posição de aprendiz do Obi-Wan, incentiva ainda mais a leitura em termos da tradição samurai". Eles também disseram: "Amidala, de acordo com o seu estatuto e personagem, tem uma série de equipamentos altamente formais ... com o cabelo esculpido em uma curva, semelhante a maquiagem japonesa".

## Lançamento

Pôster promocional de Ameaça Fantasma, mostrando Anakin com a sombra do que vai se tornar no futuro, Darth Vader.

### Home media

Em cima: Yoda como visto na versão original, VHS, e lançamentos em DVD de Star Wars Episódio I: A Ameaça Fantasma, em comparação com o lançamento em Blu-Ray e 3D do mesmo filme.

### Relançamento em 3D

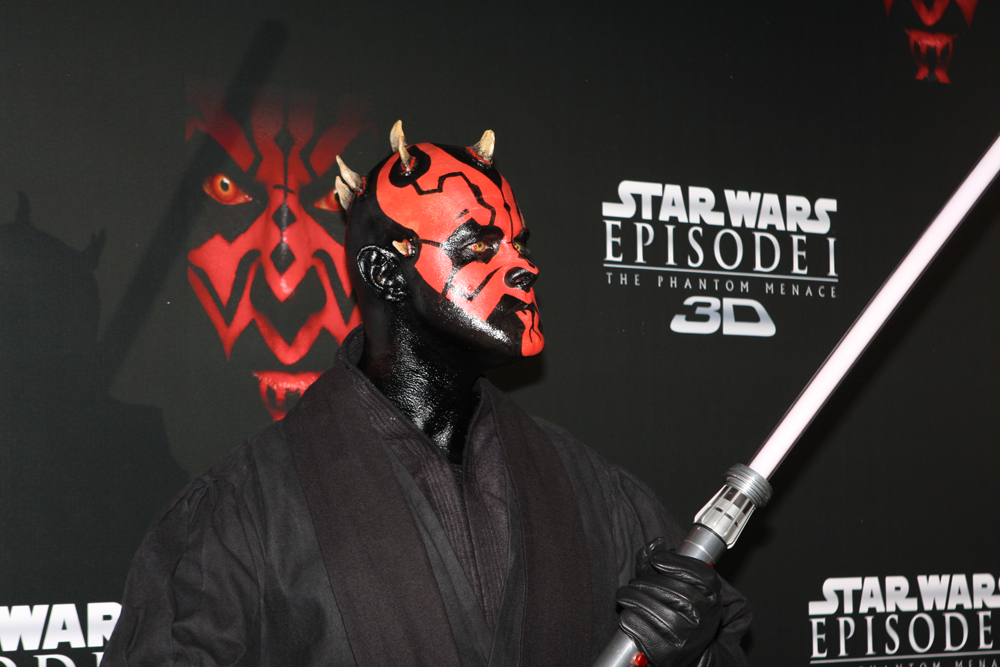
Lançamento de Ameaça Fantasma em 3D, em Sydney, Austrália.

### Bilheterias

Cartaz do relançamento em 3D.

### Controvérsias

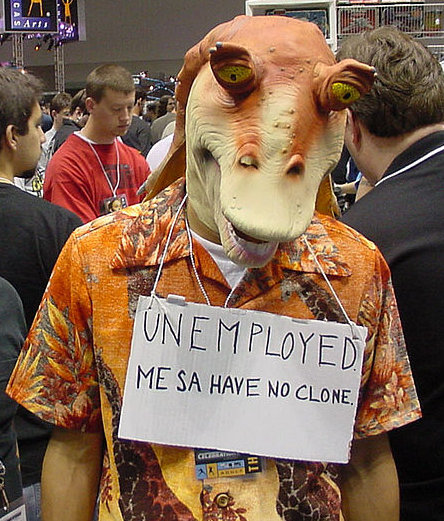
Cosplay humorístico de Jar Jar Binks.